# Naturschutzgebiet Wohldorfer Wald

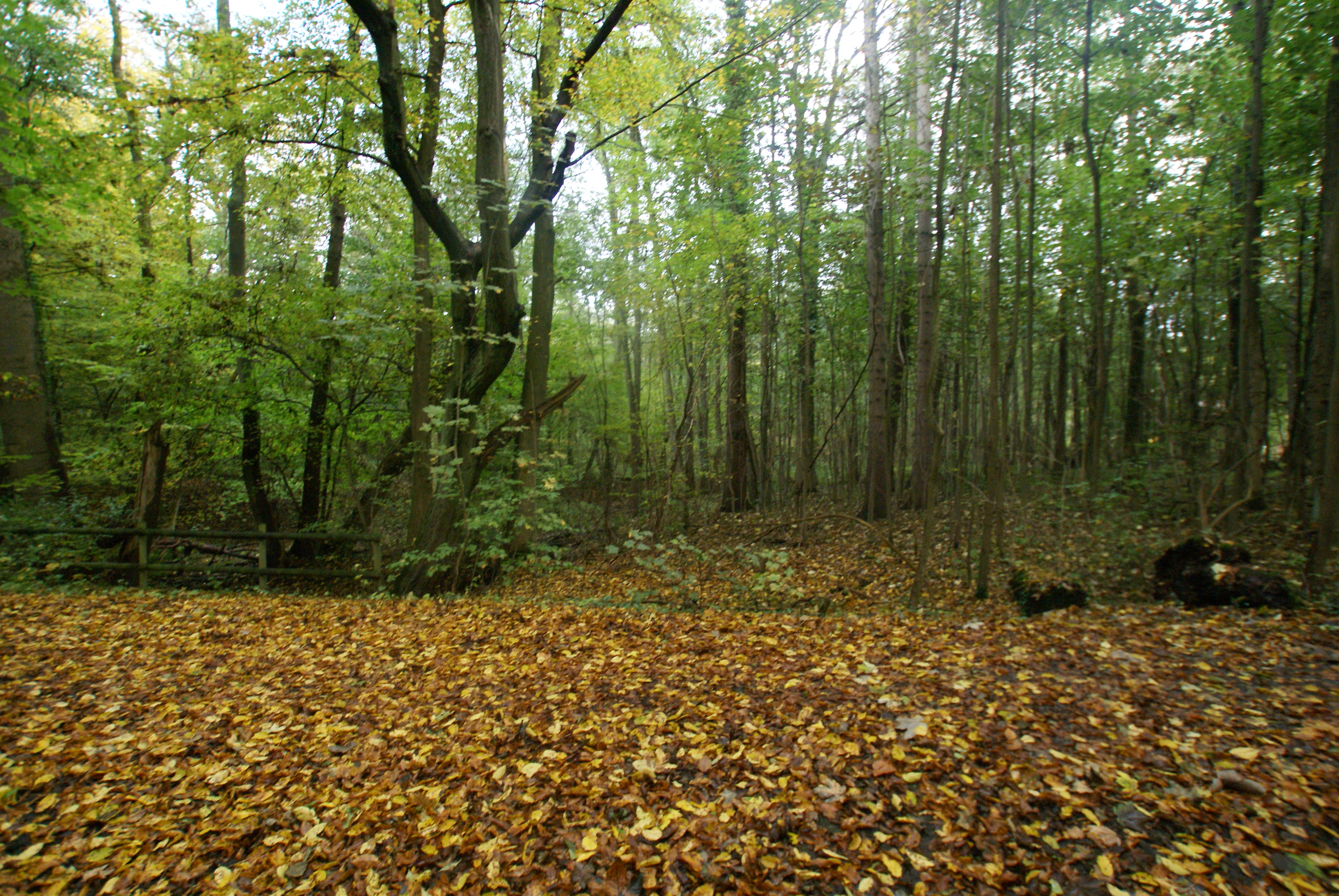
Tal der Drosselbek

Der Wohldorfer Wald ist ein Waldgebiet im Hamburger Stadtteil Wohldorf-Ohlstedt, das seit 1980 unter Naturschutz steht.  Das Gebiet steht in einem naturräumlichen Zusammenhang mit dem Naturschutzgebiet Duvenstedter Brook, der Niederung der Ammersbek und dem Klein Hansdorfer Brook.

## Entwicklung
Der Wohldorfer Wald ist das älteste Forstrevier Hamburgs und bereits seit dem Jahre 1437 im Besitz der Stadt Hamburg. Der Wald ist seit jeher ein beliebtes Ausflugsziel der Hamburger Stadtbevölkerung, seit 1770 gibt es hier Spazierwege, in den ersten Jahrzehnten des 20. Jahrhunderts war das Gebiet durch eine heute abgebaute Kleinbahn erschlossen.
Insgesamt zählt man 364 ha Fläche zum Wohldorfer Wald, von denen die zentralen 278 ha heute Naturschutzgebiet sind und nach den Fauna-Flora-Habitat-Richtlinien und den EU-Vogelschutzrichtlinien unter Schutz stehen. Die nicht unter Schutz stehenden Flächen werden durch die Hamburger Forstverwaltung bewirtschaftet, das Naturschutzgebiet wird von Naturschutzamt, Forstamt und Schutzgemeinschaft Deutscher Wald gemeinsam betreut.

## Geologie
Die Höhen des Wohldorfer Waldes sind eine klar erkennbare Endmoräne der Weichsel-Vereisung und Teil eines Endmoränenzuges, der von Tangstedt bis nach Großhansdorf reicht. Dieser Endmoränenzug ist ein Rückzugsstadium, etwa 5 km hinter der maximalen Ausdehnung des Eises. Viele Geländeformen in seiner Umgebung deuten auf die Entstehung durch abschmelzendes Toteis.
Heute ist die Landschaft immer noch hügelig, reich gegliedert und von Flüssen und Gewässern bestimmt, wodurch eine Vielzahl unterschiedlicher Lebensräume vorhanden ist.

## Pflanzenwelt
Das Gebiet weist verschiedene Waldformen auf und ist der größte zusammenhängende Laubwald innerhalb der Hamburger Stadtgrenzen. Im überwiegenden Teil ist es von Buchen- und Buchen-Eichenwäldern geprägt, die teilweise mehr als 200 Jahre alt sind. In den südlichen Teilen herrschen artenreichere Eichen-Mischwälder vor, die auch krautigen Pflanzen wie Waldmeister, Sanikel und Hoher Schlüsselblume gute Lebensbedingungen bieten.
In Mulden und Senken gibt es Bruchwälder, in denen auch Niedermoorarten und Röhrichte zu finden sind. Entlang der Ammersbek am nördlichen Rand des Gebietes ist ein typischer Auwald entstanden.
Bewusst liegengelassenes Totholz sowie Totholzinseln sind ein Teil des Schutzkonzeptes. Der nordöstliche Teil ist eine Naturwaldzone, in der beobachtet werden kann, wie sich ein großflächig nicht bewirtschaftetes Waldstück längerfristig verändert.

## Tierwelt
In den Buchenwäldern finden Höhlenbewohner wie die Hohltaube, die Schellente, Hornissen oder mehreren Fledermausarten Quartier. Die Totholzinseln liefern die Lebensgrundlage für mehr als die Hälfte der Waldtiere. Alle in Norddeutschland heimischen Spechtarten (z. B. Schwarz-, Grün-, Bunt-, Mittel- und Kleinspecht) haben hier Vorkommen.
In Bruchwäldern gibt es einige wenige Waldschnepfen. Darüber hinaus finden sich im ganzen Naturschutzgebiet eine Vielzahl teilweise selten gewordener typischer Waldbewohner wie Uhu, Baumfalke, Eisvogel, Kolkrabe, Kammmolch und Fischotter.

## Fotografien

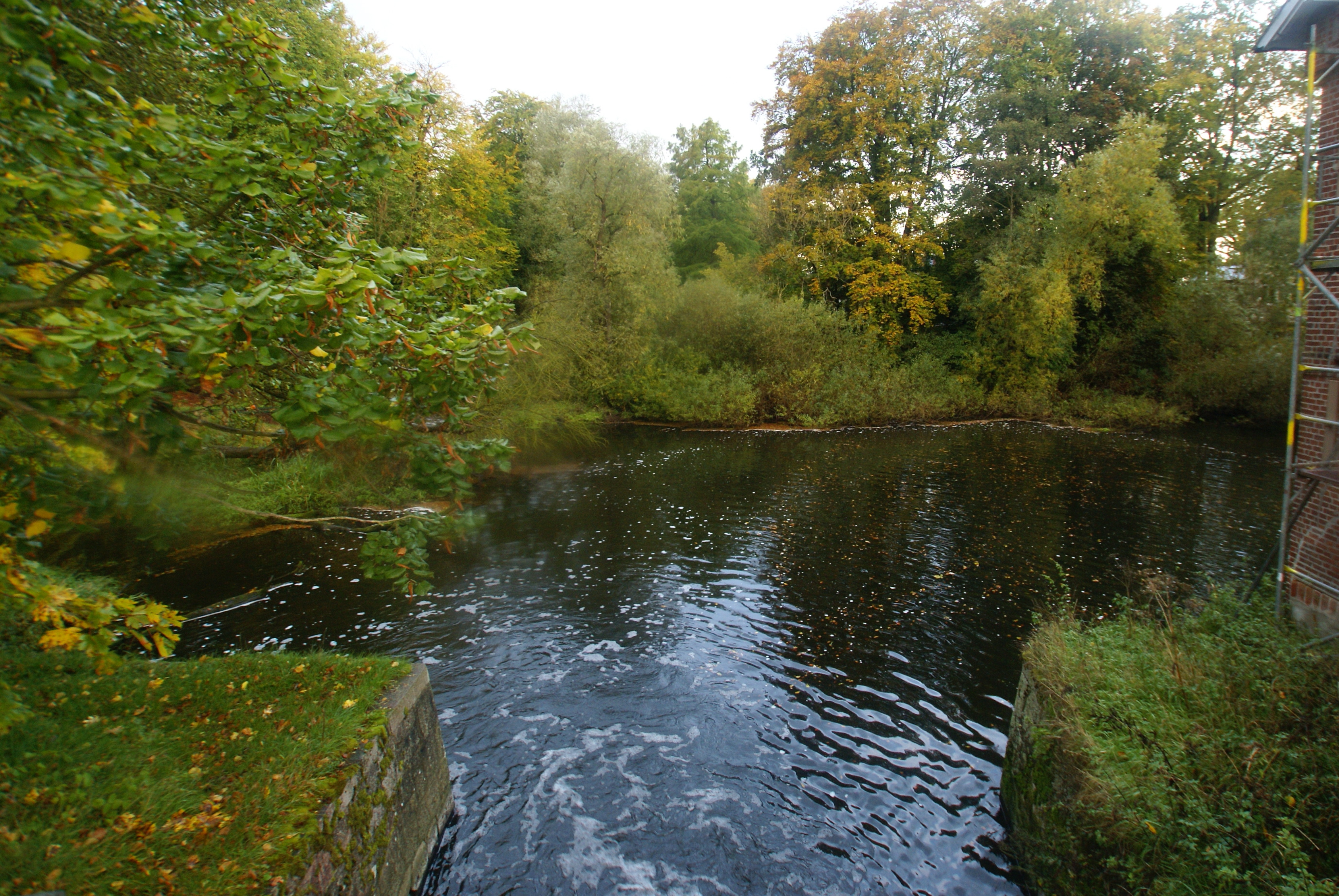
Die Ammersbek am nördlichen Rand des Waldes
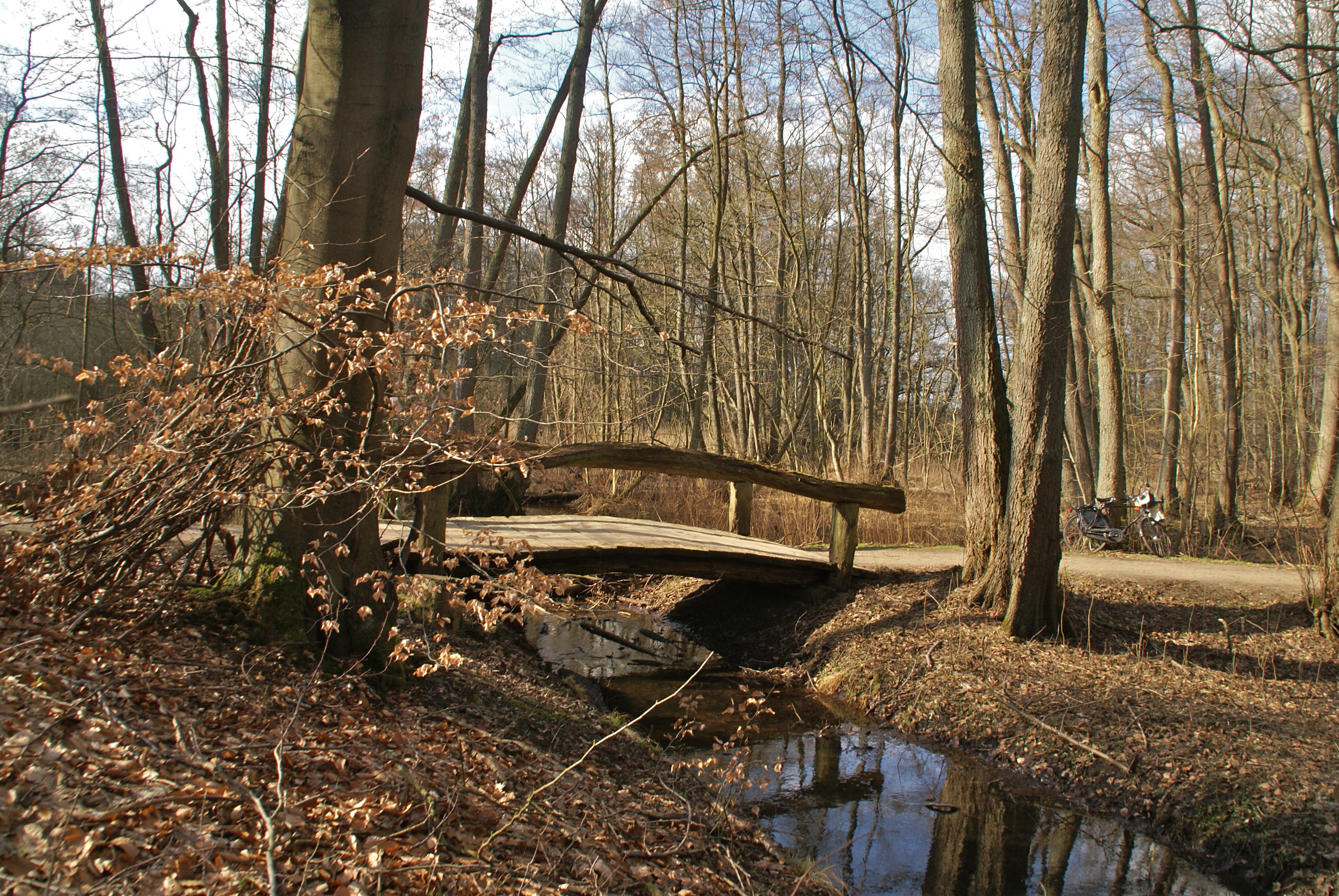
Fußgängerbrücke über den Krempenheger Graben
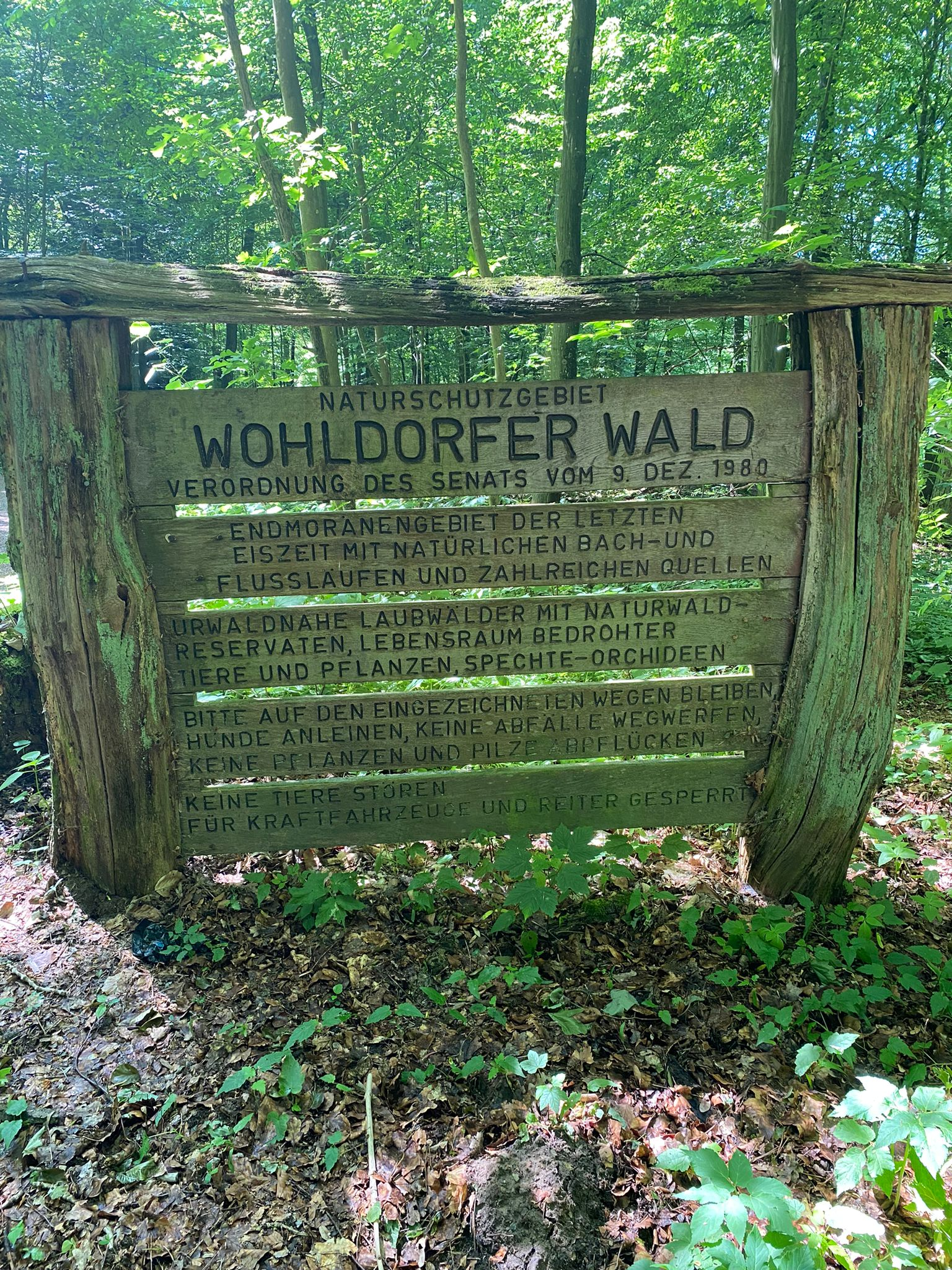
Infoschild in Höhe des Friedhofs Wohldorf
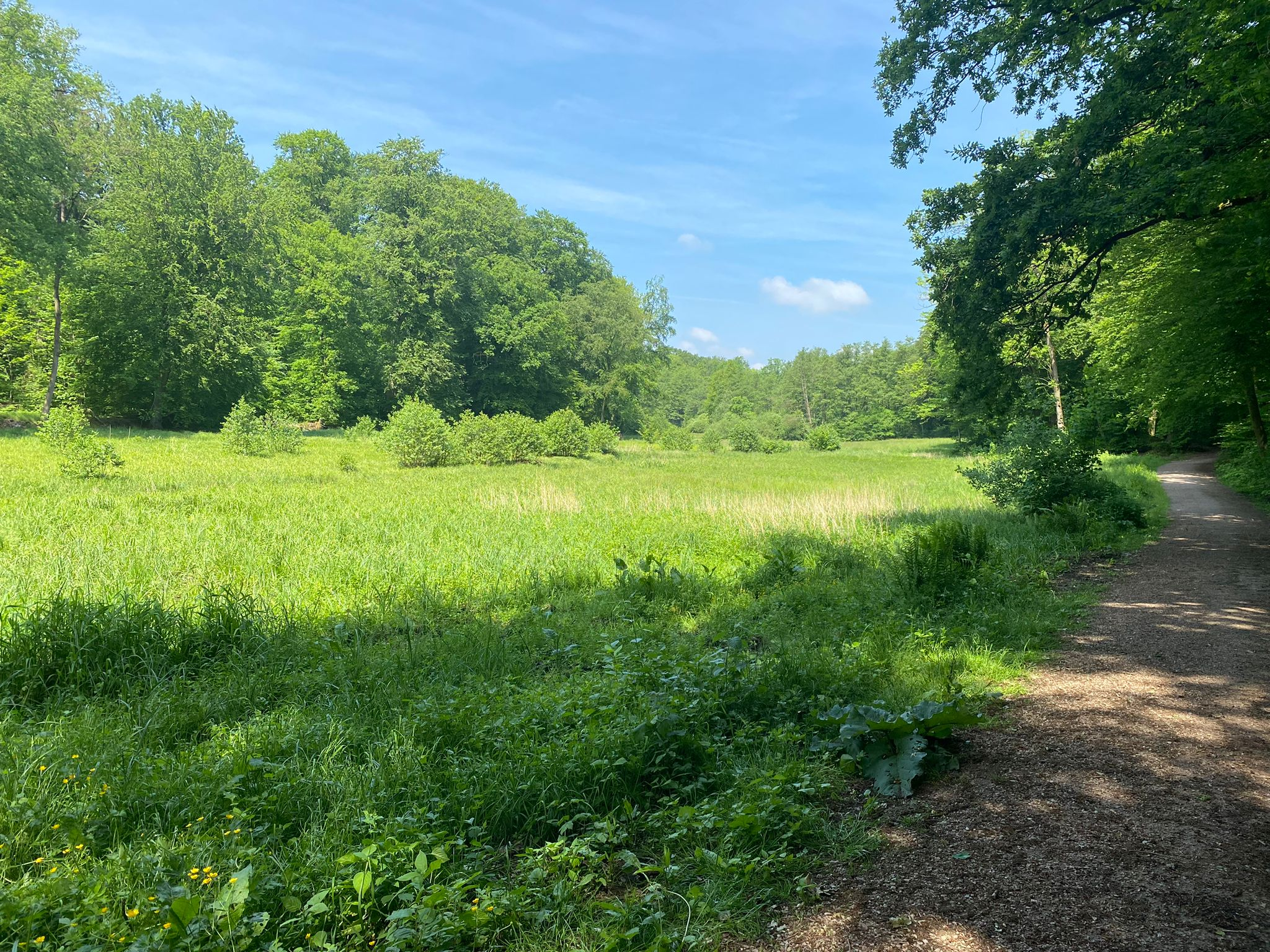
Südlicher Teil bei der Straße Im Busch
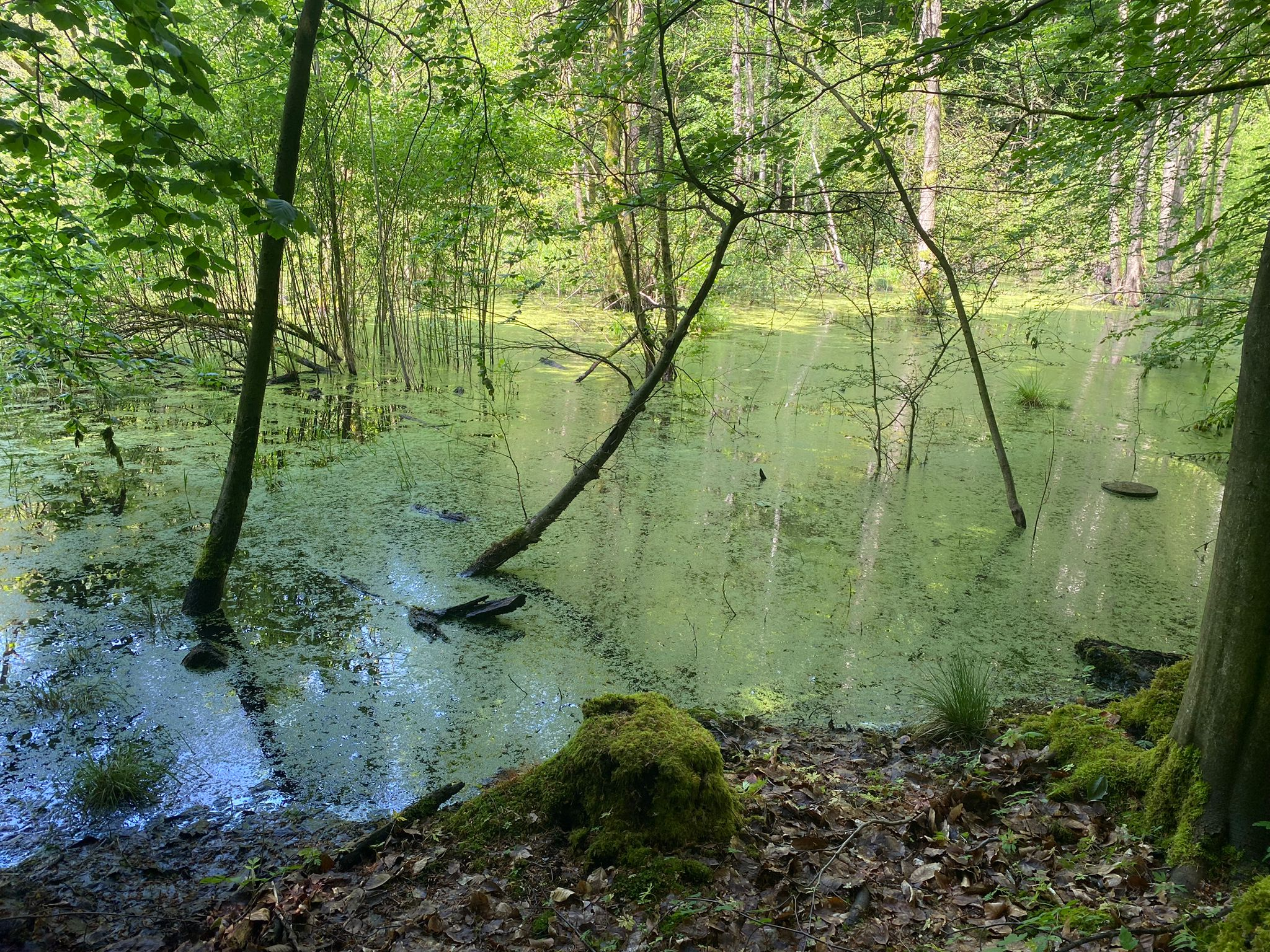
Sumpfiges Gelände